# 바틱 에어
바틱 에어(영어: Batik Air)는 2012년에 창립된 인도네시아의 항공사로 라이온 에어의 자회사이다. 인도네시아의 항공사로 라이온 에어가 소유하고 있다. 이 외에도 인도네시아와 국제선 노선을 취항할 예정이다.

## 역사
바틱 에어는 지난 2012년, 모기업인 라이온 에어에 의해 설립되었으며 모기업의 보잉 737 항공기를 인수하여 운항에 들어갔다. 바틱 에어는 가루다 인도네시아 항공와 제트스타 항공과의 가격 경쟁력을 내세웠으며 전 좌석에 AVOD 시스템을 구축하여 편의성을 제공하였고 2012년, 광동체 항공기인 보잉 787 드림라이너 도입 계획을 발표하였으나 도입 계획을 일시 철회하였다.

## 운항 노선
- 2020년 4월 기준으로 바틱 에어는 다음과 같은 노선을 운항하고 있다.

## 보유 기종

### 현재 보유 중인 기종
- 2020년 4월 기준으로 다음과 같이 보유하고 있으며, 평균 기령은 4.9년이다.[3]

### 퇴역 기종
- 바틱 에어는 다음의 항공기를 퇴역하였다.[3]

## 같이 보기
- 윙스 에어